# CBC Television
La CBC Television és la corporació de mitjans audiovisuals pública del Canadà, en llengua anglesa. El canal de televisió és generalista i abasta un públic més extens, en comparació al seu homòleg estatunidenc, PBS. Fou inaugurat per primer cop el 6 de setembre del 1952, amb difusió especial per al Quebec mitjançant la CBFT. L'any 1955 el 66% de les cases canadenques té finalment accés a la CBC Television, moment en què s'emet per primera vegada i en emissió oberta les sessions del Parlament canadenc. És especialment recordada la retransmissió en directe de la inauguració del parlament per la reina Elisabeth II. A partir del 1958 el canal ja és disponible en obert a tot el Canadà. L'any 1966 el canal de televisió emet per primer cop en color. L'any 1978 la corporació aconsegueix que el canal de televisió sigui l'únic al món a utilitzar el satèl·lit per retransmetre els seus programes televisions. D'ençà el canal s'ha anat diversificant, amb canals temàtics. Endemés, el canal de televisió ha estat dels primers en aposta per la Televisió Digital Terrestre al seu país.

## Programes i sèries
- Royal Canadian Air Farce (1980-2007)
- The Kids in the Hall (1988-1995)
- The Red Green Show (1991-2006)
- Hockey Night in Canada (1952-actualitat)
- This Hour Has 22 Minutes (1993-actualitat)
- The Rick Mercer Report (2004-actualitat)
- (2009-actualitat)
- Four Rooms (2014-actuatlitat)

- Heartland (2007)
- Republic of Doyle (2010-2014)
- Arctic Air (2012-2015)
- Les Enquêtes de Murdoch (Murdoch Mysteries) (2008-2012 Citytv, 2012)
- Cracked (2013)
- The Best Laid Plans (2014)